# 사이토 구니키치
사이토 구니키치(일본어: 齋藤 邦吉, 1909년 6월 26일~1992년 6월 18일)는 12선 중의원 의원을 지낸 일본의 정치인이다.

## 생애
1909년 6월 26일에 후쿠시마현 소마군 나카무라정(지금의 소마시)에서 태어났다. 구제 소마 중학교와 구제 제일 고등학교를 거쳐 도쿄 제국대학(지금의 도쿄 대학) 법학부 법률학과를 졸업한 뒤 내무성에서 관료 생활을 시작했다. 가나가와현청 등에서 근무하다가 전후에 노동성이 분리되자 노동성으로 옮긴 뒤 1953년 3월부터 1957년 7월까지 사무차관으로 재직했다.
이후 퇴직하여 후쿠시마현지사 선거에 도전했으나 낙선했다. 다음 해 총선에 스즈키 나오토의 후계자로서 자유민주당 공천을 받고 출마해 당선됐다. 소속 파벌은 굉지회.
1964년 7월에 출범한 제3차 이케다 내각 (개조)에서 내각관방부장관으로 취임했으며 1972년 12월에 제2차 다나카 가쿠에이 내각이 발족하자 후생상으로 처음 입각해 11개월을 재임했다. 1978년에 제1차 오히라 내각이 성립하자 오히라 마사요시는 자신의 파벌에서 간사장을 배출하고자 스즈키 젠코를 지명했다. 하지만 다나카 가쿠에이와 친밀한 사이였던 스즈키 지명을 비주류파에서 비토권을 행사해 막아세웠다. 총재 선거 승리에 기여한 스즈키에 대한 논공행상적 의미도 있었지만 스즈키는 간사장 자리를 포기했고 대신 같은 파벌의 사이토를 추천했다. 비주류파 일부에서는 여전히 반발이 있었지만 비주류파와도 양호한 관계를 구축해 왔기에 최종적으로 동의를 얻어 사이토는 간사장이 되었다. 하지만 총선에서 자민당이 패배하자 책임을 지고 11개월 만에 사임했다.
1980년 7월에 스즈키 젠코 내각이 출범하자 다시 후생상이 되었다. 그런데 사이타마현의 한 산부인과 병원에서 의사 면허가 없는 이사장이 무면허 진료를 하고 불필요한 검사와 치료를 권하는 등의 사건이 발생했다. 그리고 원장이 사이토와 전 자치상 시부야 나오조에게 정치 헌금을 건넨 사실도 발각됐다. 의료 행정을 총괄하는 현직 후생상이던 사이토의 정치 헌금 수령은 특히 문제시되어 사이토는 보도가 나온 지 1주일 만인 9월에 사임했다.
1982년 11월에 발족한 제1차 나카소네 내각에서 행정관리청 장관으로 입각해 1년 1개월을 재임했다. 1991년에는 미야자와 내각이 발족하자 파벌 회장인 미야자와 기이치를 대신해 회장 대행을 맡았다.
1992년 6월 18일에 현직 의원인 채 사망했다. 향년 82세. 사이토의 지지 기반은 다나카 나오키가 물려받았는데 다나카는 사이토에게 지지 기반을 물려줬던 스즈키 나오토의 친아들이기도 했다.

## 역대 선거 기록
|  | 48.1% |

|  | 24.6% |

|  | 26.7% |

|  | 33.8% |

|  | 24% |

|  | 23.66% |

|  | 25.8% |

|  | 37.3% |

|  | 33.08% |

|  | 30.9% |

|  | 29.01% |

|  | 23.69% |

|  | 20.08% |

| 전임 시오미 슌지 | 제50대 후생대신 1972년 12월 22일~1974년 11월 11일 | 후임 후쿠나가 겐지 |

| 전임 노로 교이치 | 제58대 후생대신 1980년 7월 17일~1980년 9월 19일 | 후임 소노다 스나오 |

| 전임 나카소네 야스히로 | 제46대 행정관리청 장관 1982년 11월 27일~1983년 12월 27일 | 후임 고토다 마사하루 |